# Рон, Элиора
Элиора Рон (ивр. אליאורה רון‎, род. 1939, Тель-Авив, Подмандатная Палестина) — израильский микробиолог, генеральный секретарь Европейской академии микробиологии и президент Международного союза микробиологических обществ.

## Жизнь и карьера
Рон получила степень магистра наук по микробиологии, генетике и биохимии в 1962 году в Еврейском университете в Иерусалиме, а затем переехала в США, чтобы получить докторскую степень в Гарвардском университете под руководством профессора Бернарда Д. Дэвиса в 1967 году. Её докторская диссертация называлась «Исследования регуляции синтеза РНК в Escherichia coli».
Затем ей предложили должность преподавателя в Тель-Авивском университете, где её лаборатория находится и по сей день, а в 1984 году она стала штатным профессором. В 1995 году она стала президентом Израильского общества микробиологии и проработала на этой должности до 1999 года. В 2000 году она стала деканом факультета естественных наук Тель-Авивского университета, а в 2002 году была избрана членом Американской академии микробиологии. В том же году она стала вице-президентом Федерации израильских обществ экспериментальной биологии (FISEB). Она оставалась деканом до 2004 года. С 2004 по 2007 год она была президентом Федерации микробиологических обществ, а в 2005 году стала президентом FISEB. В 2007 году она была награждена израильской наградой — премией ЭМЕТ за выдающиеся достижения в области искусства, науки и культуры.
В 2009 году она стала одним из основателей Европейской академии микробиологии и с тех пор занимает должность Генерального секретаря. В 2010 году она стала научным руководителем Исследовательского института MIGAL Galilee, а также получила почётную докторскую степень от Университета Бен-Гуриона, Израиль. В 2011 году она стала президентом секции бактериологии и прикладной микробиологии Международного союза микробиологических обществ (IUMS), а позднее, в 2017 году, стала президентом IUMS.
У нее трое детей: Михал, Итай и Анат.